# Machteld Mulder
Machteld Mulder (ur. 21 lutego 1989 w Wijdenes) – holenderska lekkoatletka specjalizująca się w biegach średnich.

## Osiągnięcia
- brązowy medal Europejskiego Festiwalu Młodzieży (bieg na 800 m, Lignano Sabbiadoro 2005)
- brąz mistrzostw Europy juniorów (bieg na 800 m, Hengelo 2007)
- brązowy medal mistrzostw świata juniorów (bieg na 800 m, Bydgoszcz 2008)
- wielokrotna mistrzyni kraju

## Rekordy życiowe
- bieg na 800 m – 2:02,05 (2008)